# Брембио
Брѐмбио (на италиански: Brembio, на западноломбардски: Brembio, Бремби) е малко градче и община в Северна Италия, провинция Лоди, регион Ломбардия. Разположено е на 67 m надморска височина. Населението на общината е 2673 души (към 2012 г.).